# Aladdin Knowledge Systems
Aladdin Knowledge Systems (NASDAQ: ALDN) é uma empresa que provê soluções para gerenciamento de direitos digitais e segurança na Internet desde 1985. Sua matriz corporativa está localizada em Tel Aviv, Israel.
Os produtos Aladdin incluem HASP, uma suite de proteção e garantia de licenciamento ao gerenciamento de direitos digitais (Digital Rights Management – DRM) para sistemas de grande porte; eToken, um dispositivo portátil para autenticação bi-fatorial, senha e gerenciamento de identidade digital; e eSafe, uma linha integrada de soluções de segurança, protetora de redes contra conteúdos invasivos maliciosos (malwares) oriundos da Internet. 

## História
1985 - Aladdin Knowledge Systems estabelece-se;
1993 - Aladdin abre o Capital ao Estado; 
1995 - Aladdin adquire o negócio de proteção de software de Elyashim;
1996 - Aladdin adquire a empresa alemã FAST;
1998 - Aladdin patenteia um dispositivo de autenticação (token) para Cartão de crédito USB;
2000 - Aladdin adquire 10% de Comsec
2001 - Aladdin adquire a propriedade de Preview Systems de ESD;
2005 - Aladdin completa a segunda oferta – 2.000.000 de distribuições a kUS$39.